# Alla Nazimova

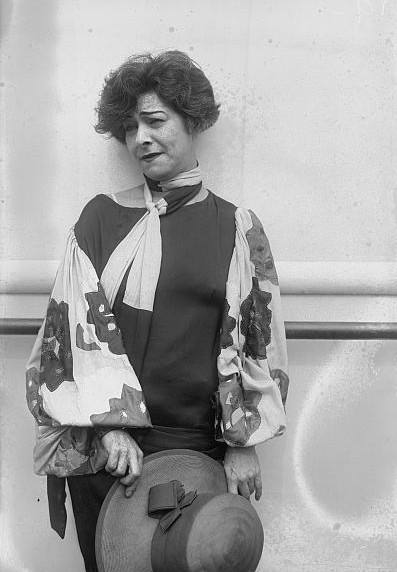
Alla Nazimova

Alla Nazimova (russisch Алла Назимова, wiss. Transliteration Alla Nazimova, in deutscher Transkription Nasimowa, eigentlich Mariam Ides Adelaida Leventon, russisch Мириам Идес Аделаида Левентон; * 22. Maijul. / 3. Juni 1879greg. in Jalta, Krim, damals Russisches Kaiserreich; † 13. Juli 1945 in Los Angeles) war eine US-amerikanische Schauspielerin und Filmproduzentin russischer Herkunft. Auf der Bühne galt sie als die bedeutendste Ibsen-Darstellerin ihrer Zeit. In Stummfilmtiteln erscheint sie meist als „Nazimova“, ohne Vornamen.

## Leben und Wirken

### Jugend und erste Bühnenerfolge
Alla Nazimova war das jüngste der drei Kinder von Yakov Leventon und Sonya Horowitz, einem wohlhabenden jüdischen Apotheker-Ehepaar spanischer Abstammung, das sich nach einem Umzug der Familie in die Schweiz trennte. Nazimovas Kindheit war durch Aufenthalte bei Pflegefamilien und in Internaten (seit 1885) geprägt. Bereits mit sieben Jahren erhielt sie Geigenunterricht. 1890 nahm ihr Vater sie zurück nach Russland. Als Internatsschülerin studierte sie von 1894 an am Konservatorium in Odessa Musik und ging nach dem Tod des Vaters (1895) für drei Jahre an die Schauspielakademie nach Moskau. Danach setzte sie ihre Ausbildung am Konstantin Sergejewitsch Stanislawskis Moskauer Künstlertheater fort. Um die Jahrhundertwende fand sie erste Engagements in Kostroma, Cherson, Vilnius und Sankt Petersburg.

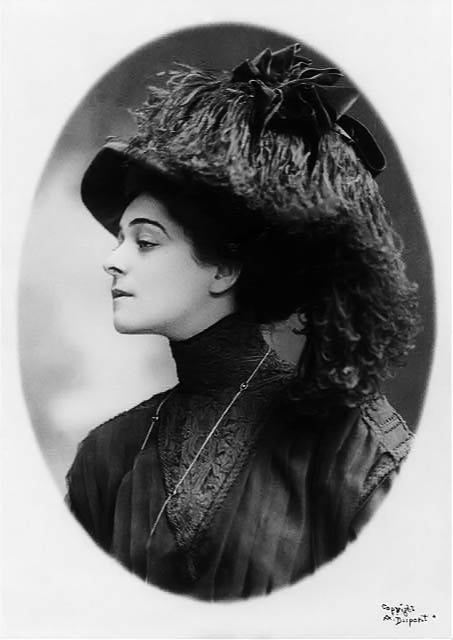
Alla Nazimova um 1908

Ende des Jahres 1904 ging Alla Nazimova auf Tournee und trat unter anderem mit dem pro-zionistischen Drama Das auserwählte Volk in Berlin, London und New York auf. Nachdem sie und das Stück in New York ein großer Erfolg waren, mietete sie in der Lower East Side in Manhattan ein kleines Theater und nannte es zunächst „Orleneff’s Lyzeum“; später trug das Theater ihren eigenen Namen. Die Truppe machte sich in den folgenden Jahren einen Namen durch Uraufführungen von Stücken von Maxim Gorki, Anton Tschechow und August Strindberg. Neben russischsprachigen Arbeiten präsentierte das Theater bald auch Werke in englischer Sprache, vor allem Stücke von Henrik Ibsen, in denen Nazimova mit großem Erfolg als Hauptdarstellerin auftrat.

### Filmkarriere
Der erste Film, in dem Alla Nazimova mitwirkte – War Brides (1916) –, war die Adaption eines pazifistischen Schauspiels von Marion Craig Wentworth, das ihr Theater 1915 mit großem Erfolg uraufgeführt hatte. Von 1917 bis 1920 war sie bei der Metro Pictures Corporation, der späteren MGM, unter Vertrag, die sie in zahlreichen Spielfilmen als Darstellerin selbstbewusster und freizügiger exotischer Frauen herausbrachte, die von Schicksalsschlägen getroffen werden. Nazimova wurde zu diesem Zeitpunkt als „Metros Frau der 1000 Stimmungen“ bezeichnet.
Zu diesem Zeitpunkt war sie bereits eine weithin bekannte und berühmte Bühnendarstellerin. Ihr exzentrischer Darstellungsstil und ihr profunder Widerwille, sich den Konventionen Hollywoods zu unterwerfen, prädestinierten sie für auffällige, ungewöhnliche weibliche Filmcharaktere und machten sie in den USA, wo Langfilme noch etwas Ungewöhnliches waren, zu einem der ersten Filmstars. Wiederholt trat sie in Doppelrollen auf. In dem vor dem Hintergrund des Boxeraufstandes angesiedelten Kolportagefilm The Red Lantern zum Beispiel war sie in der Doppelrolle zweier Halbschwestern zu sehen, von denen die eine zwischen den Kulturen steht, weil ihre Mutter Chinesin war. In einer Nebenrolle erschien in diesem Film auch die junge Anna May Wong.
Ab 1918 produzierte Nazimova einen Teil ihrer Filme selbst – was ihr größere künstlerische Freiheit erlaubte, aber wenig Geld einbrachte –, etwa die Dumas-Verfilmung Die Kameliendame (OT: Camille, 1921), in der sie selbst als Kameliendame und Rudolph Valentino als Armand Duval auftrat. Ungewöhnlich an diesem Film, der normalerweise in historischen Dekorationen und Kostümen inszeniert wird, war das ultra-moderne Setting. 1922 stand sie neben Alan Hale und Nigel de Brulier als Nora Helma in der Ibsen-Adaption A Doll’s House vor der Kamera. Sie besaß ein bedeutendes Anwesen am Sunset Boulevard, dem sie den Namen „Garden of Alla“ gab, und ihr Privatleben war immer wieder Ausgangspunkt von mehr oder weniger stichhaltigen Gerüchten, die vor allem ihre vermutete Homosexualität zum Thema hatten. 1922/23 produzierte sie ihren wohl bekanntesten Film: Salome, die streng textgetreue Adaption des gleichnamigen Schauspiels von Oscar Wilde. Publikumswirksam wurde verbreitet, dass als Hommage an den Autor der Film mit einer durchweg homosexuellen Crew und Besetzung produziert worden sei. Der Film beeindruckte das Publikum vor allem durch seine opulenten – von Natacha Rambova, der Ehefrau von Rudolph Valentino, geschaffenen – Kulissen und Kostüme und gilt als der erste Kunstfilm der USA. Kommerziell war er jedoch ein Misserfolg, der Nazimova zwang, ihre Karriere als unabhängige Filmemacherin zu beenden.

### Rückkehr zum Theater und letzte Leinwandauftritte
Alla Nazimova wirkte bis 1925 noch in drei weiteren Filmen mit, kehrte dann jedoch ganz zum Theater zurück und trat unter anderem mit dem Ensemble des französischen Grand-Guignol-Theaters und in Vaudeville-Sketchen auf. 1927 erwarb sie die amerikanische Staatsbürgerschaft. 1928 arbeitete sie in London, trat am Broadway in Tschechows Stück Der Kirschgarten auf und schloss sich dem Ensemble von Eva Le Galliennes Civic Repertory Theatre in New York an. 1930 spielte sie unter Regisseur Rouben Mamoulian am Broadway in Turgenews Stück Ein Monat auf dem Lande. 1931 spielte sie die Christine in Eugene O’Neills brandneuem Drama Trauer muss Elektra tragen. Einen Höhepunkt erreichte ihre Bühnenkarriere, als sie 1935 als Helene Alving in Ibsens Schauspiel Gespenster auftrat.
1940 kehrte Alla Nazimova zu ihrer zweiten Runde von antideutscher Propaganda zurück auf die Leinwand mit einer gehaltvollen Nebenrolle in Mervyn LeRoys Escape, der Verfilmung eines populären Romans. Der Film spielt in Deutschland und setzt Nazimova als Mutter von Robert Taylor ein. Er rettet sie aus großer Not und wird dabei von Norma Shearer, der Geliebten von Conrad Veidt, unterstützt. 1941 erschien sie in Rouben Mamoulians Stierkämpferdrama König der Toreros als Witwe eines in der Arena gestorbenen Matadors, die mit ansehen muss, wie ihr Sohn der Karriere seines Vaters nacheifert. Die Hauptrollen hatten Tyrone Power, Linda Darnell und Rita Hayworth. Einen der letzten Auftritte absolvierte die Schauspielerin 1944 in David O. Selznicks Heimatfrontstreifen Als du Abschied nahmst. Nazimova, die auf persönlichen Wunsch von Selznick, der sie noch von ihren ersten Filmen her kannte, die Rolle übernahm, spielte eine russische Emigrantin, deren kleiner Sohn gestorben ist, bevor sie in die USA gelangen konnte.

### Privatleben
Alla Nazimova war 1899 kurze Zeit mit dem Schauspieler Sergei Golovin und seit 1904 mit dem Schauspieler Paul Orleneff verheiratet, mit dem sie den Sohn Richard hatte. Eine Heirat mit dem Schauspieler Charles Bryant, den Nazimova lange Zeit als ihren Ehemann ausgab, ist ebenso wenig belegt wie die vermuteten Liebesbeziehungen mit Natacha Rambova, Mercedes de Acosta, Eva Le Gallienne und anderen. Nachdem Nazimova zuvor bereits an Brustkrebs erkrankt war, starb sie mit 66 Jahren an einem Herzinfarkt. Beerdigt liegt sie auf dem Forest Lawn Memorial Park Cemetery in Glendale, Kalifornien.
Alla Nazimova war die Taufpatin der späteren amerikanischen First Lady Nancy Reagan. Ihre Schwester Nina Leventon war die Mutter des Filmregisseurs Val Lewton.

## Rezeption
Auf dem Höhepunkt ihrer Karriere war Alla Nazimova neben Theda Bara und Dagmar Godowsky einer der populärsten Vamps der Leinwand. Die Art, sie in Anlehnung an Eleonora Duse und Sarah Bernhardt nur mit den Nachnamen anzukündigen, wurde später von Greta Garbo und Marlene Dietrich übernommen.
Ein Stern auf dem Hollywood Walk of Fame, Höhe 6140 Hollywood Boulevard, erinnert an die Schauspielerin.

## Filmografie
- 1916: War Brides (Verschollen)

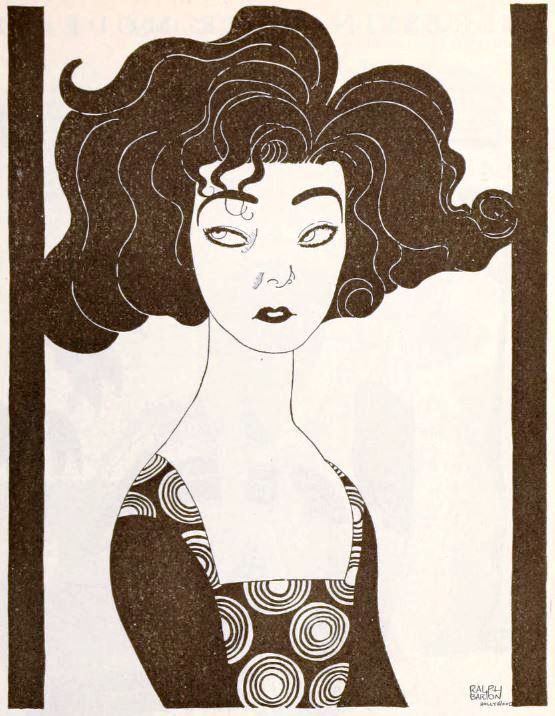
Alla Nazimova; Karikatur von Ralph Barton

- 1918: A Woman of France (Kurzfilm)
- 1918: Revelation
- 1918: Toys of Fate
- 1918: Eye for Eye
- 1919: Out of the Fog (Verschollen)
- 1919: The Red Lantern
- 1919: The Brat
- 1920: Stronger Than Death
- 1920: The Heart of a Child (Verschollen)
- 1920: Madame Peacock
- 1920: Billions (Verschollen)
- 1921: Die Kameliendame (Camille)
- 1922: A Doll’s House
- 1923: Salome
- 1924: Madonna of the Streets
- 1925: The Redeeming Sin
- 1925: My Son
- 1940: Escape (Escape)
- 1941: König der Toreros (Blood and Sand)
- 1944: In Our Time
- 1944: The Bridge of San Luis Rey
- 1944: Als du Abschied nahmst (Since You Went Away)

## Film über Alla Nazimova
- Alla Nazimova and Rudolph Valentino (Frankreich 2000, Regie: Laurent Preyale; 26-minütiger Dokumentarfilm)